# U-ka saegusa IN db
U-ka saegusa IN db (japonsky 三枝夕夏 IN db) je japonská popová skupina založená v roce 2002 zpěvačkou Yuuka "U-ka" Saegusa.

## Členové
- Yuuka "U-ka" Saegusa (三枝夕夏) – zpěv
- Yuichirou Iwai (岩井勇一郎) – kytara
- Taku Oyabu (大藪拓) – basová kytara
- Keisuke Kurumatani (車谷啓介) – bicí

## Diskografie

### Alba
- Secret & Lies (5. únor 2003)
- U-ka saegusa IN db 1st ~Kimi to Yakusoku Shita Yasashii Ano Basho Made~
(三枝夕夏 IN db 1st ～君と約束した優しいあの場所まで～, 19. listopad 2003)
- U-ka saegusa IN db II (17. listopad 2004)
- U-ka saegusa IN db III (20. září 2006)
- U-ka saegusa IN d-best ~Smile & Tears~ (6. červen 2007)

### Singly
- "Whenever I think of you" (12. červen 2002)
- "It's For You" (28. srpen 2002)
- "Tears Go By" (6. listopad 2002)
- "CHU☆TRUE LOVE" (18. červen 2003)
- "I can't see, I can't feel" (20. srpen 2003)
- "Kimi to Yakusoku Shita Yasashii Ano Basho made" (君と約束した優しいあの場所まで, 29. říjen 2003)
- "Nemuru Kimi no Yokogao ni Hohoemi wo" (眠る君の横顔に微笑みを, 3. březen 2004)
- "Hekonda Kimochi, Tokasu Kimi" (へこんだ気持ち 溶かすキミ, 11. srpen 2004)
- "Egao de Iyou yo" (笑顔でいようよ, 15. září 2004)
- "Itsumo Kokoro ni Taiyou wo" (いつも心に太陽を, 13. říjen 2004)
- "Tobitatenai Watashi ni Anata ga Tsubasa wo Kureta" (飛び立てない私にあなたが翼をくれた, 16. únor 2005)
- "June Bride ~Anata Shika Mienai~" (ジューンブライド ～あなたしか見えない～, 15. červen 2005)
- "Kimi no Ai ni Tsutsumarete Itai" (君の愛に包まれて痛い, 16. listopad 2005)
- "Ai no Wana" (愛のワナ, 15. únor 2006)
- "Fall in Love" (24. květen 2006)
- "Everybody Jump" (12. červenec 2006)
- "Taiyou" (太陽, 20. září 2006)
- "Kumo ni Notte" (雲に乗って, 31. leden 2007)
- "Ashita wa Ashita no Kaze no Naka......Yume no Naka"/"Atarashii Jibun he Kawaru Switch"
(明日は明日の風の中......夢の中/新しい自分へ変わるスイッチ, 31. říjen 2007)
- "Yukidoke no Ano Kawa no Nagare no You Ni" (雪どけのあの川の流れのように, 27. únor 2008)
- "Daremo ga Kitto Dareka no Santa Claus" (誰もがきっと誰かのサンタクロース, 10. prosinec 2008)
- "Mou Kimi wo Hitori ni Sasenai" (もう君をひとりにさせない, 25. únor 2009)
- "Itsumo Sugao no Watashi de Itai" (いつも素顔の私でいたい, 3. červen 2009)
- "Natsu no Owari ni Anata e Otegamikaki Tometeimasu" (夏の終りにあなたへの手紙書きとめています, 26. srpen 2009)

### DVD
- Film Collection Vol.1 -Shocking Blue- (19. listopad 2003)
- One Live (16. únor 2005)
- Film Collection Vol.2 (21. září 2005)
- Choco II to Live (1. listopad 2006)
- U-ka saegusa IN d-best ~Smile & Tears~ (27. únor 2007)